# Manasés III de Rethel
Manasés III Rethel (1022-1065) fue hijo de Manasés II Rethel y su esposa Dada. Sucedió a su padre como conde de Rethel en 1032.
Manasés III se casó con Judit de Roucy, hija del conde Gilberto de Reims y nieta de Reinaldo de Roucy. Manasés fue el padre de:
- Hugo I
- Manasés
- Judit